# Пшечув (Свентокшиське воєводство)
Пшечув (пол. Przeczów) — село в Польщі, у гміні Лубніце Сташовського повіту Свентокшиського воєводства.
Населення — 306 осіб (2011).
У 1975-1998 роках село належало до Тарнобжезького воєводства.

## Демографія
Демографічна структура на день 31 березня 2011 року:
|          | Загалом | Допрацездатний вік | Працездатний вік | Постпрацездатний вік |
| -------- | ------- | ------------------ | ---------------- | -------------------- |
| Чоловіки | 154     | 31                 | 103              | 20                   |
| Жінки    | 152     | 31                 | 86               | 35                   |
| Разом    | 306     | 62                 | 189              | 55                   |